# Chery A15
La Chery A15, chiamata anche Chery Cowin, Flagcloud o Amulet, è una autovettura berlina prodotta dal 2002 al 2012 dalla casa automobilistica cinese Chery Automobile.

## Descrizione
La A15 è una berlina con carrozzeria a tre volumi e a quattro porte, che sostituisce la precedente Chery A11. La vettura si basa sulla prima generazione della SEAT Toledo, venendo costruita sulla piattaforma A2 del Gruppo Volkswagen (la stessa utilizzata dalla Volkswagen Golf di seconda generazione), concessa da quest'ultima su licenza al produttore cinese. È stata commercializzato in Sud America e (dopo aver ricevuto la certificazione europea) in alcuni paesi dell'Europa orientale come Ucraina e Russia.
Dal 2010 al 2012, la vettura è stata assemblata e venduta in Russia con il nome di Vortex Corda.